# Lijst van rijksmonumenten in Berlicum
De plaats Berlicum telt 22 inschrijvingen in het rijksmonumentenregister. Hieronder een overzicht.
| Object | Oorspronkelijke functie?  | Bouwjaar                          | Architect | Locatie            | Coördinaten?                  | Nr.?   | Afbeelding                                       |
| --- | ------------------------- | --------------------------------- | --------- | ------------------ | ----------------------------- | ------ | ------------------------------------------------ |
| Fabrikantenvilla gebouwd in eclectische vormen | Woonhuis                  | 1874                              |           | Hoogstraat 5151a   | 51° 40' 58" NB, 5° 23' 31" OL | 519929 | Fabrikantenvilla gebouwd in eclectische vormen   |
| Villa in eclectische vormen opgetrokken | Woonhuis                  | 1860-1862                         |           | Hoogstraat 99      | 51° 40' 52" NB, 5° 23' 43" OL | 519930 | Villa in eclectische vormen opgetrokken          |
| Deels gepleisterd krukhuis met aangebouwde schuur onder schilddak, gebouwd in Traditioneel-ambachtelijke stijl                                                          | Woonhuis                  | 1700-1900                         |           | Assendelftseweg 6  | 51° 39' 33" NB, 5° 24' 54" OL | 526635 | Meer afbeeldingen                                |
| Pand, overblijfsel van het voorheen bestaande kasteel ter aa | Woonhuis                  |                                   |           | Beekveld 11        | 51° 40' 55" NB, 5° 23' 26" OL | 9423   | Meer afbeeldingen                                |
| Eikenlust | Boerderij                 | vermoedelijk 16e eeuw             |           | Loofaert 1         | 51° 41' 57" NB, 5° 22' 54" OL | 9424   | Meer afbeeldingen                                |
| Boerderij van het Kempische langgeveltype en met inspringend gedeelte aan de kopgevel volgens een procede dat alleen ten zuidoosten van den bosch enkele malen voorkomt | Boerderij                 |                                   |           | Loofaert 25        | 51° 41' 48" NB, 5° 23' 29" OL | 9425   | Meer afbeeldingen                                |
| Boerderij van het Kempische langgeveltype | Boerderij                 |                                   |           | Loofaert 27        | 51° 41' 48" NB, 5° 23' 31" OL | 9426   | Meer afbeeldingen                                |
| Boerderij van het Kempische langgeveltype | Boerderij                 | 1698 (jaartalankers)              |           | Loofaert 47        | 51° 41' 48" NB, 5° 23' 58" OL | 9427   | Meer afbeeldingen                                |
| Nederlands hervormde kerk | Kerk en kerkonderdeel     | 15e eeuw (bouw) 1949 (rest.)      |           | Raadhuisplein 4    | 51° 41' 3" NB, 5° 23' 10" OL  | 9428   | Meer afbeeldingen                                |
| Raadhuis | Bestuursgebouw en onderdl | ca. 1800                          |           | Raadhuisplein 8    | 51° 41' 3" NB, 5° 23' 11" OL  | 9429   | Meer afbeeldingen                                |
| Huis met witgepleisterde lijstgevels en schilddak | Woonhuis                  | begin 19e eeuw                    |           | Raadhuisplein 18   | 51° 41' 2" NB, 5° 23' 12" OL  | 9430   | Meer afbeeldingen                                |
| Huis Veebeek | Kasteel, buitenplaats     | 1815                              |           | Veedijk 41         | 51° 41' 18" NB, 5° 23' 42" OL | 9431   | Meer afbeeldingen                                |
| Wamberg: boerderij van het Kempische langgeveltype genaamd "de kleine Wamberg"                                                                                          | Boerderij                 | vermoedelijk 18e eeuw (oorsprong) |           | Wamberg 16         | 51° 41' 51" NB, 5° 22' 29" OL | 9433   | Meer afbeeldingen                                |
| Ruïne van een inrijpoort | Erfscheiding              | ca. 1500                          |           | Assendelftseweg 10 | 51° 39' 34" NB, 5° 24' 50" OL | 9434   | Meer afbeeldingen                                |
| Krukboerderij in ambachtelijk-traditionele stijl | Boerderij                 | mogelijk ca. 1664 (gesticht)      |           | Plein 15           | 51° 40' 40" NB, 5° 25' 0" OL  | 526636 | Krukboerderij in ambachtelijk-traditionele stijl |
| Wamberg: landhuis | Kasteel, buitenplaats     | 1575-1600                         |           | Wamberg 14         | 51° 41' 41" NB, 5° 22' 22" OL | 527357 | Meer afbeeldingen                                |
| Wamberg: historische tuin- en parkaanleg | Tuin, park en plantsoen   | 1890-1900                         |           | Wamberg bij 14     | 51° 41' 39" NB, 5° 22' 43" OL | 527358 | Meer afbeeldingen                                |
| Wamberg: Grote Wamberg | Bijgebouwen kastelen enz. |                                   |           | Wamberg 10         | 51° 41' 43" NB, 5° 22' 22" OL | 527359 | Meer afbeeldingen                                |
| Wamberg: historische buitenplaats | Bijgebouwen kastelen enz. | laat 19e eeuw                     |           | Wamberg 10A        | 51° 41' 44" NB, 5° 22' 24" OL | 527360 | Meer afbeeldingen                                |
| Wamberg: dienstwoning | Dienstwoning              | 1895-1905                         |           | Wamberg 8          | 51° 41' 45" NB, 5° 22' 14" OL | 527361 | Meer afbeeldingen                                |
| Wamberg: hek op dam | Tuin, park en plantsoen   | 1799                              |           | Wamberg bij 14     | 51° 41' 41" NB, 5° 22' 23" OL | 527362 | Meer afbeeldingen                                |
| Wamberg: put | Tuin, park en plantsoen   | 17e eeuw                          |           | Wamberg bij 10     | 51° 41' 43" NB, 5° 22' 22" OL | 527363 | Meer afbeeldingen                                |